# Невидимый враг (Доктор Кто)
Невидимый враг (англ. The Invisible Enemy) — вторая серия пятнадцатого сезона британского научно-фантастического телесериала «Доктор Кто», состоящая из четырёх эпизодов, которые были показаны в период с 1 по 22 октября 1977 года.

## Синопсис
В 5000 году экипаж шаттла по пути к Титану сталкивается с облаком в космосе, которое заражает их разумным вирусом. Когда Доктор отвечает на сигнал бедствия, он тоже заражается. Единственный способ побороть вирус — это проникнуть в тело Доктора и уничтожить ядро.

## Содержание
Человечество колонизирует космос с фантастической скоростью. Некоторые космические путешественники курсируют у внешних планет Солнечной системы на кораблях на автопилоте. Компьютер корабля, а вскоре и весь экипаж захватывает странный вирус. Достигнув базы на Титане, они превращают её в инкубатор для вируса. Вскоре после этого Лоу, диспетчер станции, посылает сигнал бедствия.
ТАРДИС, проходя через эту же область, также заражается вирусом, который переходит и к Доктору, но признаки болезни сначала не проявляются. Он и Лила ловят сигнал бедствия и приступают к расследованию. Вирус выбирает Доктора носителем ядра роя из-за невероятных способностей Повелителя Времени, но Лилу ядро отбраковывает, и вследствие этого она должна быть убита. Доктор пытается избавиться от вируса и сообщает Лиле, как доставить ТАРДИС в ближайший медцентр. Их сопровождает Лоу, который также заражается, но Доктор и Лила об этом не знают.
В медицинском центре профессор Мариус начинает лечение Доктора и знакомит путешественников с собакой-роботом K-9. Тем временем, Лоу заражает сотрудников больницы.
Лила и Доктор решаются на отчаянный поступок. Они создают своих клонов, которые могут жить только десять минут, уменьшают их и помещают в тело Доктора. Они должны уничтожить ядро и выйти через слёзный проток. Тем временем, Лила и K-9 сражаются с заражённым персоналом медцентра.
После опасного путешествия по разуму Доктора клоны Доктора и Лилы разделяются, и клон Доктора обнаруживает ядро, но оно сбегает через слёзный проток, когда Доктор думает об этом. Профессор Мариус достаёт нечто из слёзного протока и увеличивает это до человеческих размеров, и это оказывается ядром вируса, а Доктор излечивается. Ядро и заражённые сотрудники летят к базе на Титане для размножения. Вслед за ними на ТАРДИС отправляются Доктор, Лила и K-9.
Доктор блокирует дверь, за которой находятся зараженные, и устанавливает ловушку из бластера. Когда рой наконец взламывает дверь, бластер стреляет и воспламеняет метановую атмосфере Титана, разрушая рой и базу, тем временем Доктор сбегает.
Доктор и Лила возвращаются в больницу и благодарят профессора Мариуса за K-9. Тот должен скоро вернуться на Землю, но ограничение по весу не позволяет ему взять K-9 с собой, и он предлагает Доктору забрать его. Он предлагает его Доктору с некой печалью, но он знает, что у K-9 будет хороший дом. Доктор и Лила с благодарностью его принимают.
Профессор Мариус со слезами на глазах смотрит на исчезающую ТАРДИС и говорит: «Я надеюсь, он приучен к ТАРДИС»

## Производство
| Эпизод      | Дата показа     | Продолжительность | Телезрители (в миллионах) |
| ----------- | --------------- | ----------------- | ------------------------- |
| «Часть 1»   | 1 октября 1977  | 23:09             | 8,6                       |
| «Часть 2»   | 8 октября 1977  | 25:13             | 7,3                       |
| «Часть 3»   | 15 октября 1977 | 23:28             | 7,5                       |
| «Часть 4»   | 22 октября 1977 | 21:22             | 8,3                       |
| [ 1 ] [ 2 ] |                 |                   |                           |

- рабочие названия этой серии: «Враг внутри», «Захватчик внутри» и «Невидимый захватчик».

## Новеллизация
Новеллизация этой серии была написана Терренсом Диксом и была опубликована Target Books в марте 1979 года.